# コンラッド・ヘイヤー
コンラッド・ヘイヤー (Conrad Heyer、1749年4月10日 - 1856年2月19日) は、アメリカ合衆国の農民であり、アメリカ独立戦争の退役軍人で、写真を撮られたもっとも早生まれの人物であると言われる。

## 人物
マサチューセッツ州のウォルドボロ村で生まれた。アメリカ独立戦争中、ヘイヤーはジョージ・ワシントンの指揮下で戦い、1776年のトレントンの戦いに参加した。戦後、ウォルボドロに戻り1856年に亡くなるまで生活した。